# Efferia rufitibia
Efferia rufitibia är en tvåvingeart som först beskrevs av Macquart 1848.  Efferia rufitibia ingår i släktet Efferia och familjen rovflugor. Inga underarter finns listade i Catalogue of Life.